# Лий Смолин
Лий Смолин (на английски: Lee Smolin; р. 1955 г.) е американски физик теоретик, добил известност с трудовете си по примкова квантова гравитация, теория на относителността и космология. Смолин е автор и на научнопопулярни книги, засягащи методологически и философски проблеми на физиката.
Смолин започва първоначално с работи върху квантова теория със скрити променливи. Към тях той се връща и при разглежданията си на времето и предложения от самия него квантов принцип за прецедентност. Заедно с Карло Ровели и др. допринася в разработването на различни аспекти от квантовата теория на гравитацията. В началото на 90-те г. предлага идеята за космологическата плодовитост — наблюдаемата вселена е резултат на поредица цикли в които оцеляват световете позволяващи колапс до черна дупка. С този модел той избягва позоваването на антропния принцип като същевременно ограничава и мултиверса.
В началото на XXI век Смолин констатира, че теорията на струните се развива непродуктивно и постепенно става един от нейните изявени критици. Книгата му „Неприятности с физиката“ (The trouble with Physics) има отзвук не само сред широката шублика но и в професионалните среди.
В следващите години той полага усилия за популяризирането свои идеи като публикува Прероденото време (Time Reborn), в която излага идеята за еволюиращи заедно със самата вселена закони и която го демаркира от стандартните етерналистки теоретизирания.